# Suradnja
Suradnja je proces u kojem dvoje ili više ljudi, entiteta ili organizacija rade zajedno kako bi izvršili zadatak ili postigli cilj. Suradnja je slična kolaboraciji. Suradnje često zahtijeva vodstvo, koje može biti društveno unutar decentralizirane i egalitarne skupine.  Timovi koji surađuju često imaju pristup većim resursima, priznanjima i nagradama u suočavanju s konkurencijom za ograničene resurse. 
Strukturirane metode suradnje potiču introspekciju ponašanja i komunikacije.  Cilj takvih metoda je povećati uspjeh timova koji sudjeluju u zajedničkom rješavanju problema. Suradnja jedinki koje imaju suprotstavljene ciljeve označava se pojmom kontradiktorne suradnje. U primijenjenom smislu, "(a) suradnja je svrhovit odnos u kojem su sve strane strateški odlučile surađivati kako bi postigle zajednički ishod."

## Primjeri

### Trgovina
Trgovina je oblik suradnje između dvaju društava koja proizvode različite vrste dobara. S trgovinom smo započeli u prapovijesti i nastavljamo jer koristi svim njezinim sudionicima. Prapovijesni su narodi međusobno razmjenjivali robu i usluge bez modernih valuta. Peter Watson određuje da je povijest međunarodne trgovine započela prije otprilike 150.000 godina. Trgovina postoji jer različite zajednice imaju komparativnu prednost u proizvodnji razmjenjivih dobara.

### Organizacija zajednice: Namjerna zajednica
Članovi namjerne zajednice obično imaju zajedničku društvenu, političku ili duhovnu viziju te dijele odgovornosti i resurse. Namjerne zajednice uključuju zajedničko stanovanje, zaklade stambenog zemljišta, ekosela, komune, kibuce, ašrame i stambene zadruge. Nove članove namjerne zajednice obično bira postojeće članstvo zajednice, a ne agenti za nekretnine ili vlasnici zemljišta (u slučaju da zemljište nije u vlasništvu zajednice).

### Hutterite, Austrija (od 16. stoljeća)
U hutteritskim zajednicama stambene se jedinice dodjeljuju pojedinačnim obiteljima, ali pripadaju koloniji s malo osobne imovine. Cijela kolonija jede zajedno u zajedničkoj dugačkoj prostoriji.

### Zajednica Oneida,Oneida, New York(1848.)
Zajednica Oneida prakticirala je komunalizam (u smislu zajedničke imovine i posjeda) i uzajamnu kritiku, gdje je svaki član zajednice bio predmet kritike od strane odbora ili čitave zajednice tijekom kolektivnog sastanka. Cilj je bio ukloniti loše karakterne osobine.

### Kibuc (1890.)
Kibuc je izraelska kolektivna zajednica. Pokret kombinira socijalizam i cionizam u potrazi za oblikom radničkog cionizma u praksi. Izabravši zajednički život i inspirirani vlastitom ideologijom, članovi kibuca razvili su zajednički način življenja. Kibuci su trajali nekoliko generacija kao utopijske zajednice, a većina njih je postala kapitalistička poduzeća i obični gradovi.

### Domorodačka suradnja
Suradnja u autohtonim zajednicama, osobito u Americi, često uključuje rad čitave zajednicu prema zajedničkom cilju kroz horizontalnu strukturu i uz fleksibilno vodstvo. U nekim autohtonim američkim zajednicama djeca surađuju s odraslima. Djeca mogu pridonijeti procesu ispunjavanja ciljeva preuzimanjem zadataka koji odgovaraju njihovim vještinama.
Autohtone tehnike učenja uključuju učenje kroz promatranje i uključivanje. Primjerice, majanski očevi i djeca, obrazovani kroz tradicionalne domorodačke načine učenja, surađivali su češće pri izgradnji 3D modela slagalice nego majanski očevi obrazovani na zapadu. Chillihuani zajednica iz Anda cijeni rad i stvaraju radne zabave u kojima sudjeluju članovi svakog kućanstva u zajednici. Djeca iz autohtnoih domorodačkih zajednica sama žele pomagati u kućanstvu.
U domorodačkoj zajednici Mazahua u Meksiku, školska djeca pokazuju inicijativu i autonomiju doprinoseći u učionici, dovršavajući aktivnosti u cjelini, pomažući i ispravljajući svoje učitelje tijekom predavanja kada naprave pogrešku. Učenici petog i šestog razreda u zajednici rade s učiteljem na postavljanju prozora u učionici; instalacija postaje razredni projekt u kojem učenici sudjeluju u procesu uz učitelja. Svi rade zajedno bez potrebe za vodstvom, a pokreti su im usklađeni i tečni. To nije proces podučavanja, već praktično iskustvo u kojem učenici rade zajedno kao sinkrona grupa s učiteljem, mijenjajući uloge i dijeleći zadatke. U tim zajednicama naglašena je suradnja, a učenicima se vjeruje da će preuzeti inicijativu. Dok jedan radi, drugi pozorno promatra i svima je dopušteno izvršavati zadatke, iskusniji se umiješaju kako bi dovršili složenije dijelove, dok im drugi posvećuju veliku pozornost.

### Teorija igara
Teorija igara je grana primijenjene matematike, računalnih znanosti i ekonomije koja se bavi situacijama u kojima više igrača donosi odluke u pokušaju da povećaju svoje povrate. Prva dokumentirana rasprava o teoriji igara nalazi se u pismu grofa Jamesa Waldegravea 1713. godine. Istraživanja matematičkih principa teorije bogatstva Antoinea Augustina Cournota 1838. postavila su prvu opću teoriju igara. Područje je postalo priznato godine 1928. objavom niza radova Johna von Neumanna. Von Vrhunac Neumannovog rada na temu teorije igara je u knjizi The Theory of Games and Economic Behavior iz 1944. godine, čiji su autori von Neumann i Oskar Morgenstern.

### Vojno-industrijski kompleks
Pojam vojno-industrijski kompleks odnosi se na blizak i simbiotski odnos između oružanih snaga nacije, njezine privatne industrije i povezanih političkih interesa. U takvom sustavu vojska ovisi o industriji u opskrbi materijalom i drugom podrškom, a obrambena industrija ovisi o prihodima koje dobiva od vlade.

### Skunk Works
Skunk Works je izraz koji se koristi u inženjerskim i tehničkim poljima za opisivanje grupe zadužene za napredne ili tajne projekte unutar organizacije, kojoj je dan visok stupanj autonomije neometan birokracijom. Jedna takva grupa stvorena je u Lockheedu 1943. Tim je razvio vrlo inovativnu letjelicu u kratkim vremenskim okvirima, primjetno premašujući svoj prvi rok za 37 dana.

### Projekt Manhattan
Projekt Manhattan bio je projekt suradnje saveznika tijekom Drugog svjetskog rata u kojem je razvijena atomska bombu. Bio je to zajednički napor Sjedinjenih Država, Ujedinjenog Kraljevstva i Kanade.
Vrijednost ovog projekta i njegov utjecaja na organiziranu suradnju pripisuje se Vannevaru Bushu. Početkom 1940. Bush je lobirao za stvaranje Nacionalnog odbora za obrambena istraživanja. Frustriran prijašnjim birokratskim neuspjesima u primjeni tehnologije u Prvom svjetskom ratu, Bush je nastojao organizirati znanstvenu moć Sjedinjenih Država za veći uspjeh.
Projekt je razvio i detonirao tri nuklearna oružja 1945.: probnu detonaciju plutonijeve implozijske bombe 16. srpnja (test Trinity) u blizini Alamogorda, New Mexico; bombu s obogaćenim uranom kodnog naziva "Little Boy" 6. kolovoza iznad Hirošime, Japan; i drugu plutonijsku bombu kodnog naziva "Debeli čovjek" 9. kolovoza iznad Nagasakija u Japanu.

### Upravljanje projektima
Kao disciplina, upravljanje projektima razvilo se iz različitih područja uključujući građevinarstvo, inženjering i obranu. U Sjedinjenim Američkim Državama, praotac upravljanja projektima je Henry Gantt, koji je poznat po upotrebi "trakastog" grafikona kao alata za upravljanje projektima, po tome što je bio suradnik teorija znanstvenog upravljanja Fredericka Winslowa Taylora i po svojoj studiji Uprave brodogradnje mornarice. Njegov je rad preteča mnogih modernih alata za upravljanje projektima, uključujući strukturu raščlambe rada (WBS) i raspodjelu resursa.
Pedesete godine prošlog stoljeća označile su početak moderne ere upravljanja projektima. U Sjedinjenim Državama, prije 1950-ih, projektima se upravljalo na ad hoc osnovi koristeći uglavnom gantograme i neformalne tehnike i alate. U to su vrijeme razvijena dva matematička modela planiranja projekta: (1) " Tehnika evaluacije i pregleda programa " ili PERT (Program Evaluation and Review Technique), razvijena kao dio programa raketnih podmornica Polaris Ratne mornarice Sjedinjenih Država (u suradnji s korporacijom Lockheed );  i (2) " Metoda kritičnog puta " (CPM - Critical Path Method) razvijena u zajedničkom pothvatu DuPont Corporation i Remington Rand Corporation za upravljanje projektima održavanja postrojenja. Ove matematičke tehnike brzo su se proširile na mnoga privatna poduzeća.
Godine 1969. osnovan je Institut za upravljanje projektima (PMI) kako bi služio interesima industrije upravljanja projektima. Pretpostavka PMI-ja je da se jednaki alati i tehnike upravljanja projektima mogu koristiti u primjeni projekata od softverske industrije do građevinske industrije. Godine 1981. Upravni odbor PMI-ja odobrio je razvoj onoga što je postalo Vodič kroz korpus znanja o upravljanju projektima (PMBOK), koji sadrži standarde i smjernice prakse koji se široko koriste u čitavoj struci. Međunarodna udruga za upravljanje projektima (IPMA), osnovana u Europi 1967. godine, prošla je kroz sličan razvoj i uspostavila IPMA Osnovu projekta. Obje organizacije sada sudjeluju u razvoju globalnog standarda za upravljanje projektima.
Međutim, pretjerana prekoračenja troškova i propušteni rokovi velikih infrastrukturnih, vojnog istraživanja i razvoja/nabave i komunalnih projekata u SAD-u pokazuju da ovaj napredak nije uspio prevladati izazove takvih velikih projekata.

### Akademska zajednica

#### Black Mountain College
Osnovan 1933. godine od strane Johna Andrewa Ricea, Theodorea Dreiera i drugih bivših profesora Rollins Collegea, Black Mountain College bio je eksperimentalan po prirodi i posvećen interdisciplinarnom pristupu, fakultet koji je uključivao vodeće vizualne umjetnike, pjesnike i dizajnere.
Djelujući na relativno izoliranoj ruralnoj lokaciji uz mali proračun, Black Mountain je poticao neformalni duh suradnje. Inovacije, odnosi i neočekivane veze stvorene na Black Mountainu imale su trajan utjecaj na poslijeratnu američku umjetničku scenu, visoku kulturu te na kraju i pop kulturu. Buckminster Fuller upoznao je studenta Kennetha Snelsona na Black Mountainu, a rezultat je bila prva geodetska kupola (improvizirana od letvica u školskom dvorištu); Merce Cunningham osnovao je ondje svoju plesnu družinu; a John Cage upriličio svoj prvi happening .
Black Mountain College bila je svjesno vođena škola slobodnih umjetnosti koja je izrasla iz progresivnog obrazovnog pokreta. U svoje vrijeme, to je bio jedinstven obrazovni eksperiment za umjetnike i pisce koji su ga provodili, i kao takav, važan inkubator za američku avangardu .

#### Učenje
Dr. Wolff-Michael Roth i Stuart Lee sa Sveučilišta Victoria tvrde da je do ranih 1990-ih pojedinac bio 'jedinica podučavanja' i fokus istraživanja. Njih dvojica primijetili su da su se istraživači i praktičari prebacili na ideju da je "znanje" bolje shvatiti kao kulturnu praksu. Roth i Lee također tvrde da je to dovelo do promjena u dizajnu učenja i poučavanja, kojima su učenici potaknuti da međusobno dijele svoje načine učenja matematike, povijesti, znanosti. Drugim riječima, djeca sudjeluju u izgradnji konsenzualnih domena i 'sudjeluju u pregovorima i institucionalizaciji... značenja', to jest, sudjeluju u zajednicama učenja .
Ova analiza ne razmatra pojavu zajednica učenja u Sjedinjenim Državama ranih 1980-ih. Na primjer, The Evergreen State College, koji se smatra pionirom u ovom području, osnovao je međufakultetsku zajednicu za učenje 1984. godine. Godine 1985. koledž je osnovao The Washington Center for Improving the Quality of Undergraduate Education, fokusiran na pristupe suradničkog obrazovanja, uključujući zajednice učenja kao ključan dio svog rada. Škola je kasnije postala poznata po manje uspješnim suradnjama.

### Klasična glazba
Iako relativno rijetka u usporedbi sa suradnjom u popularnoj glazbi, bilo je nekih značajnih primjera glazbenih djela koja su zajednički napisali klasični skladatelji. Možda su najpoznatiji primjeri:
- Hexameron, niz varijacija za klavir solo na temu iz opere I puritani Vincenza Bellinija. Napisana je i praizvedena 1837. Suradnici su bili Franz Liszt, Frédéric Chopin, Carl Czerny, Sigismond Thalberg, Johann Peter Pixis i Henri Herz .
- Sonata FAE, sonata za violinu i klavir, napisana 1853. kao dar za violinista Josepha Joachima. Skladatelji su bili Albert Dietrich (prvi stavak), Robert Schumann (drugi i četvrti stavak) i Johannes Brahms (treći stavak).

### Rimsko carstvo
Rimsko Carstvo koristilo je suradnju kroz vladavinu uz vidljivu kontrolu, koja je trajala od 31. godine prije Krista do 1453. godine u pedesetak zemalja. Rast trgovine podržavala je stabilna uprava Rimljana. Dokazi pokazuju da su Rimsko Carstvo i Julije Cezar bili pod utjecajem grčkog pisca Ksenofonta: 'Kirovo obrazovanje' o vodstvu kaže da su 'društvene veze, a ne zapovijed i kontrola, trebale biti primarni mehanizmi upravljanja'. Rimsko Carstvo je 'proširilo svoje državljanstvo na neprijatelje, bivše neprijatelje države, na ljude koji su im pomogli. Rimljani su bili nevjerojatno dobri u kooptiranju ljudi i ideja'. Rimljani su stvorili stabilno carstva koje je koristilo i potčinjenim i savezničkim zemljama. Zlato i srebro bile su valute koje su stvorili Rimljani i koje su podržavale tržišnu ekonomijute su pomogle ustanovljivanju trgovine unutar Rimskog Carstva i poreza.

## Primjeri zanimanja

### Umjetnost

#### Figurativna umjetnost
Romantizirana predodžba o usamljenom, genijalnom umjetniku postoji još od vremena Životi umjetnika Giorgia Vasarija, objavljenog 1568. godine. Vasari je promicao ideju da su bogovi umjetničkom vještinom obdarili odabrane pojedince, što je stvorilo trajno i uglavnom lažno popularno nerazumijevanje mnogih umjetničkih procesa. Umjetnici su stoljećima koristili suradnju kako bi dovršili djela velikih razmjera, ali mit o usamljenom umjetniku nije bio naširoko doveden u pitanje sve do 1960-ih i 1970-ih.

##### Suradničke umjetničke grupe
- Dada (1913.)
- Fluxus (1957)
- Situacionistička internacionala (1957.)
- Eksperimenti u umjetnosti i tehnologiji (1967.)
- Mujeres Muralistas (1973.)
- Colab (1977)
- Guerilla Girls (1985.)
- SITO (1993)

#### Balet
Balet je oblik suradničke umjetnosti te uključuje glazbu, plesače, kostime, prostor, rasvjetu itd. Hipotetski, jedna osoba bi mogla kontrolirati sve, ali najčešće je svaki baletni rad nusprodukt suradnje. Od najranijih formalnih baletnih djela, preko velikih remek-djela Petra Čajkovskog i Mariusa Petipaa iz 19. stoljeća, remek-djela Georgea Balanchinea i Igora Stravinskog iz 20. stoljeća, do današnjih baletnih trupa, snažne suradničke veze između koreografa, skladatelja i kostimografa su vrlo bitne. Unutar plesa kao umjetničke forme postoji suradnja koreografa i plesača. Koreograf u mislima kreira pokret i zatim ga fizički demonstrira plesaču, koji taj pokret vidi i pokušava oponašati ili interpretirati.

#### Glazba
Glazbena suradnja nastaje kada glazbenici na različitim mjestima ili u grupama rade na djelu. Obično je uključeno više strana (pjevači, tekstopisci, tekstopisci, skladatelji i producenti) koji se udružuju kako bi stvorili jedno djelo. Primjerice, jedna konkretna suradnja iz novijeg vremena (2015.) bila je pjesma " FourFiveSeconds ". Ovaj singl predstavlja svojevrsnu suradnju jer su ga razvili pop idol Rihanna, Paul McCartney (bivši basist, skladatelj i pjevač The Beatlesa ) i reper/skladatelj Kanye West. Web stranice i softver olakšavaju glazbenu suradnju preko Interneta, što je rezultiralo pojavom online bendova .
Postoji nekoliko posebnih nagrada za glazbene suradnje:
- Nagrada Grammy za najbolju country suradnju s vokalom — dodjeljuje se od 1988
- Nagrada Grammy za najbolju pop suradnju s vokalom — dodjeljuje se od 1995
- Nagrada Grammy za najbolju rap/pjevanu suradnju — dodjeljuje se od 2002

Suradnja je stalna značajka elektroakustičke glazbe zbog složenosti tehnologije. Ugradnja tehnoloških alata u proces potaknula je pojavu novih agenata s novim stručnim znanjima: glazbenog asistenta, tehničara, računalnog glazbenog dizajnera, glazbenog posrednika (profesija koja je tijekom godina opisivana i definirana na različite načine) – pomaganje u pisanju, stvaranje novih instrumenata, snimanje i/ili izvođenje. Glazbeni asistent objašnjava razvoj glazbenih istraživanja i prevodi umjetničke ideje u programske jezike. Na kraju, on ili ona pretvara te ideje u partituru ili računalni program i često izvodi glazbeno djelo tijekom koncerata. Primjeri suradnje su Pierre Boulez i Andrew Gerzso, Alvise Vidolin i Luigi Nono, Jonathan Harvey i Gilbert Nouno.

#### Zabava
Suradnja na području zabave datira od nastanka kazališnih produkcija, prije više tisućljeća te poprima oblik pisaca, redatelja, glumaca, producenata i drugih pojedinaca ili grupa koji rade na istoj produkciji. U 21. stoljeću je nova tehnologija unaprijedila suradnju. Sustav koji je razvio Will Wright za TV seriju Bar Karma na CurrentTV-u olakšava suradnju na zapletu preko Interneta. Organizacije scenarista okupljaju profesionalne i amaterske pisce i filmaše.

### Poslovanje
Suradnja u poslovanju može se pronaći unutar i između organizacija, a primjeri sežu od formaliziranih partnerstava, korištenja coworking prostora u kojima freelanceri mogu raditi s drugima u suradničkom okruženju i grupnog financiranja, do složenosti multinacionalne korporacije. Međuorganizacijska suradnja dovodi strane sudionike u zajedničko ulaganje resursa, međusobno postizanje ciljeva, dijeljenje informacija, resursa, nagrada i odgovornosti, kao i donošenje zajedničkih odluka i rješavanje problema. Suradnja između javnog, privatnog i dobrovoljnog sektora može biti učinkovita u rješavanju složenih političkih problema, ali njome mogu učinkovitije upravljati timovi i mreže koji pokrivaju granice nego formalne organizacijske strukture. Zauzvrat, znanstvenici iz poslovanja i menadžmenta mnogo su pozornosti posvetili važnosti formalnih i neformalnih mehanizama za podršku međuorganizacijskoj suradnji. Posebno je važna uloga ugovornih i relacijskih mehanizama i inherentne napetosti između ova dva mehanizma. Zajednička nabava hvaljeno je sredstvo za postizanje financijskih ušteda i operativne učinkovitosti u nabavi zajedničkih dobara i usluga u javnom sektoru, i stvaranje obostrano korisnih rezultata u privatnom sektoru. Suradnja omogućuje bolju komunikaciju unutar organizacije i duž opskrbnih lanaca. To je način koordinacije različitih ideja brojnih ljudi kako bi se generirala široka raznolikost znanja. Pokazalo se da suradnja s nekoliko odabranih tvrtki pozitivno utječe na rezultate tvrtke i inovacije.
Tehnologija je omogućila internet, bežično povezivanje i alate za suradnju poput blogova i wikija, te je kao takva stvorila mogućnost "masovne suradnje". Ljudi mogu brzo komunicirati i dijeliti ideje, prelazeći dugogodišnje geografske i kulturne granice. Društvene mreže prožimaju poslovnu kulturu gdje suradničke upotrebe uključuju dijeljenje datoteka i prijenos znanja. Prema autoru Evanu Rosenu, zapovjedno-kontrolne organizacijske strukture sprječavaju suradnju, a zamjena takvih struktura omogućuje procvat suradnje.
Studije su otkrile da suradnja može povećati postignuća i produktivnost. Međutim, Bill Huber, bivši predsjednik Međunarodne udruge za ugovorno i komercijalno upravljanje (IACCM, sada World Commerce &amp; Contracting ), primjećuje da nemaju sve tvrtke ono što on naziva "suradnički DNK". Huber tvrdi da
 često se ispostavlja da, kad tvrtke ne uspiju uvesti ili održati uspješne suradničke odnose, uzroci vode do nedovoljne podrške vodstva ili do nerazvijenih suradničkih vještina.
Četverogodišnje istraživanje međuorganizacijske suradnje u sektoru mentalnog zdravlja otkrilo je da se uspješna suradnja može brzo izbaciti iz tračnica usmjeravanjem vanjske politike, osobito kad ono potkopava odnose izgrađene na povjerenju. Suradnja je također ugrožena oportunizmom poslovnih partnera i neuspješnom koordinacijom koja može izbaciti iz kolosijeka napore čak i dobronamjernih strana.

### Obrazovanje
Posljednjih je godina zajedničko podučavanje postalo sve češće. Nekada se smatralo povezivanjem nastavnika stručnog i općeg obrazovanja, a sada se općenito definira kao "...dva stručnjaka koji daju značajne instrukcije raznolikoj skupini učenika u istom fizičkom prostoru."
Kako su američke učionice postajale sve raznolikije, tako su se povećavali i izazovi za nastavnike. Zbog različitih potreba učenika s posebnim potrebama, učenika engleskog jezika (ELL) i učenika različitih akademskih razina, nastavnici su razvili nove pristupe koji pružaju dodatnu podršku učenicima. U praksi učenici ostaju u učionici i dobivaju instrukcije i od svojih učitelja općeg obrazovanja i od defektologa.
Prema izvješću iz 1996. "Što je najvažnije: Poučavanje za američku budućnost," ekonomski uspjeh mogao bi se poboljšati kad bi učenici razvili sposobnost da nauče kako "upravljati timovima... i... uspješno raditi zajedno u timovima".
Nastavnici sve više koriste kolaborativni softver za uspostavljanje virtualnih okruženja za učenje (VLE - virtual learning environments). To im omogućuje dijeljenje materijala za učenje i povratnih informacija s učenicima, a u nekim slučajevima, i s roditeljima. Pristupi uključuju:
- Vještine 21. stoljeća
- Suradnička partnerstva
- Suradnička partnerstva: Posao/Industrija-Obrazovanje
- Krug učenja

### Izdavaštvo
Suradnja u izdavaštvu može biti jednostavna poput dvostrukog autorstva ili složena poput zajedničke produkcije. Alati uključuju Usenet, popise e-pošte, blogove i Wikije, dok 'fizički' primjeri uključuju monografije (knjige) i časopise poput novina, časopisa i magazina. Jedan pristup je da autor objavi rane nacrte/poglavlja djela na Internetu i zatraži prijedloge od globalne zajednice. Ovaj pristup pomogao je osigurati da tehnički aspekti romana Marsovac budu što točniji.

### Tehnička komunikacija
Suradnja u tehničkoj komunikaciji (koja se također obično naziva tehničkim pisanjem) postala je sve važnija u stvaranju i širenju tehničkih dokumenata u više tehničkih i profesionalnih područja, uključujući: računalni hardver i softver, medicinu, inženjerstvo, robotiku, aeronautiku, biotehnologiju, informacijsku tehnologiju i financije. Suradnja u tehničkoj komunikaciji omogućuje veću fleksibilnost, produktivnost i inovativnost za tehničke pisce i tvrtke za koje rade, što rezultira tehničkim dokumentima koji su sveobuhvatniji i točniji od dokumenata koje su izradili pojedinci. Tehnička komunikacijska suradnja obično se odvija na zajedničkim radnim prostorima za dokumente (poput Google dokumenata), putem web stranica društvenih medija, videokonferencija, SMS-a i IM-a te na platformama za autorstvo temeljenim na oblaku.

### Znanost
Znanstvena suradnja brzo je napredovala kroz dvadeseto stoljeće, što se mjeri sve većim brojem koautora objavljenih radova. Wagner i Leydesdorff otkrili su da se međunarodna suradnja udvostručila od 1990. do 2005.  Iako je suradničko autorstvo unutar nacija također poraslo, to se odvilo sporije i ne citira se tako često. Značajni primjeri znanstvene suradnje uključuju CERN, Međunarodnu svemirsku postaju, eksperiment nuklearne fuzije ITER i Projekt ljudskog mozga Europske unije.

### Zdravstvo
Suradnja u zdravstvenoj njezi definirana je kao proces u kojem zdravstveni djelatnici preuzimaju komplementarne uloge i surađuju, dijeleći odgovornost za rješavanje problema i donošenje odluka za formuliranje i provedbu planova za njegu pacijenata. Suradnja između liječnika, medicinskih sestara i drugih zdravstvenih radnika povećava svijest članova tima o vrstama znanja i vještina drugih, što dovodi do stalnog poboljšanja u donošenju odluka. U SAD-u, plan suradnje podnosi se svakom državnom medicinskom odboru u kojem liječnik radi. Ovaj plan službeno ocrtava opseg prakse koju je odobrio liječnik.

#### Suradnja dionika u zdravstvu i socijalnoj skrbi
Socijalne usluge, uključujući sustave zdravstvene skrbi, s vremenom su postale specijaliziranije i pruža ih sve veći broj odjela i organizacija. Jedan nedostatak ovakvog razvoja jest fragmentirana ponuda zdravstvenih i socijalnih usluga, što otežava integraciju usluga i rezultira neoptimalnom skrbi, višim troškovima zbog preklapanja te lošom kvalitetom skrbi.
Sadašnji sustav, u kojem je skrb fragmentirana i pruža ju nekoliko različitih dionika, povećava potrebu svih relevantnih dionika za koordinacijom i suradnjom unutar i između organizacija kako bi se pružile usluge prilagođene potrebama ljudi.
Ova potreba za povećanom suradnjom između dionika odgovara načelima skrbi usmjerene na ljude.

### Tehnologija
Suradnja u tehnologiji obuhvaća širok raspon alata koji omogućuju grupama ljudi da rade zajedno, uključujući društveno umrežavanje, razmjenu izravnih poruka, timske prostore, dijeljenje weba, audio konferencije, video i telefoniju. Mnoge velike tvrtke usvajaju platforme za suradnju kako bi zaposlenicima, klijentima i partnerima omogućile inteligentno povezivanje i interakciju.
Alati za suradnju u poduzećima usmjereni su na poticanje kolektivne inteligencije i suradnje osoblja na razini organizacije ili s partnerima. To uključuje značajke kao što su umrežavanje osoblja, preporuke stručnjaka, dijeljenje informacija, lokacija stručnjaka, povratne informacije od kolega i suradnja u stvarnom vremenu. Na osobnoj razini, to omogućuje zaposlenicima da poboljšaju društvenu svijest te svoje interakcije. Suradnja obuhvaća asinkrone i sinkrone metode komunikacije i služi kao krovni pojam za široku paletu softverskih paketa. Možda je najčešće povezivan oblik sinkrone suradnje web konferencija, ali taj pojam također može obuhvatiti IP telefoniju, razmjenu trenutnih poruka i bogatu video interakciju s teleprisutnošću.
Učinkovitost zajedničkog napora pokreću tri ključna čimbenika:
- Komunikacija
- Upravljanje sadržajem
- Tijek rada

#### Internet
Niska cijena interneta i gotovo trenutna razmjena ideja, znanja i vještina dramatično je olakšala suradnju. Ne samo da grupa može jeftino komunicirati, već i širok doseg interneta omogućuje jednostavno formiranje grupa, osobito među raspršenim, nišnim sudionicima. Primjer toga je pokret slobodnog softvera u razvoju softvera koji je proizveo GNU i Linux od nule i preuzeo razvoj Mozille i OpenOffice.org (ranije poznat kao Netscape Communicator i StarOffice ).
S nedavnim razvojem platformi društvenih medija, došlo je do stalnog i brzog rasta korištenja interneta za komunikaciju i suradnju među ljudima. Verzija interneta 2.0 postala je alat za suradničke projekte, blogove, online zajednice, društvene mreže, grupne igre. Primjer kako društveni mediji pomažu u učinkovitijoj suradnji vidi se kroz poslovno okruženje. Komunikacija i suradnja stvaraju nove hijerarhije i šire mreže za zaposlenike i partnere organizacija. Osim toga, također omogućuje tvrtkama da prošire svoje marketinške strategije surađujući s utjecajnim osobama na platformama društvenih medija.

#### Produkcija ravnopravnih korisnika temeljena na zajedničkim dobrima
Produkcija ravnopravnih korisnika temeljena na Commons-u izraz je koji je izmislio profesor prava na Yaleu, Yochai Benkler, kako bi opisao novi model ekonomske proizvodnje u kojem se kreativna energija velikog broja ljudi koordinira (obično uz pomoć interneta) u velike, smislene projekte, uglavnom bez hijerarhijske organizacije ili financijske naknade. On to uspoređuje s čvrstom proizvodnjom (gdje centralizirani proces odlučivanja odlučuje tko što treba učiniti) i tržišnom proizvodnjom (gdje pridavanje različitih cijena različitim poslovima služi kao privlačni element  za one koji su zainteresirani za obavljanje posla).
Primjeri proizvoda stvorenih putem zajedničke produkcije su Linux, računalni operativni sustav; Slashdot, web stranica s vijestima i najavama; Kuro5hin, mjesto za raspravu o tehnologiji i kulturi; Wikipedia, internetska enciklopedija ; i Clickworkers, zajednička znanstvena radna platforma. Drugi primjer je Socialtext, softversko rješenje koje koristi alate poput wikija i web-dnevnika i pomaže tvrtkama u stvaranju suradničkog radnog okruženja.

#### Masivno distribuirana suradnja
Pojam masivno distribuirane suradnje prvi je upotrijebio Mitchell Kapor na prezentaciji na UC Berkeley 09.11.2005. kako bi opisao rastuću aktivnost wikija i elektroničkih mailing lista i blogova i drugih virtualnih online zajednica koje stvaraju sadržaj.
 

## Daljnje čitanje
- Daugherty, Patricia J, R. Glenn Richey, Anthony S. Roath, Soonhong Min, Haozhe Chen, Aaron D. Arndt, Stefan E. Genchev (2006.), "Isplati li se tvrtkama suradnja?" Poslovni horizonti, sv. 49, str. 61–70 (prikaz, stručni).
- Lewin, Bruce. "Napetost u suradnji".
- London, Scott. "Suradnja i zajednica"  Arhivirana inačica izvorne stranice od 2. studenoga 2015. (Wayback Machine)
- Marcum, James W. Nakon informacijskog doba: Manifest dinamičkog učenja. Vol. 231. Kontrapunkti: Studije o postmodernoj teoriji odgoja. New York, NY: Peter Lang, 2006.
- Rosen, Evan. Bounty efekt: 7 koraka do kulture suradnje
- Rosen, Evan. <i id="mwBJk">Kultura suradnje: Maksimiziranje vremena, talenta i alata za stvaranje vrijednosti u globalnoj ekonomiji</i>
- Schneider, Florian: Suradnja: neke misli o novim načinima učenja i zajedničkog rada., u: Akademija, ur. Angelika Nollert i Irit Rogoff, 280 str., Revolver Verlag,ISBN 3-86588-303-6 .
- Moć kolektiva, IT NEXT, Jatinder Singh
- Spence, Muneera U. "Procesi suradnje u grafičkom dizajnu: tečaj suradnje." Državno sveučilište Oregon. Philadelphia, Pennsylvania: AIGA, 2005.
- Toivonen, Tuukka (2013.) "Pojava zajednice društvenih inovacija: prema zajedničkom stvaranju promjena?" Sveučilište u Oxfordu. Dostupno na SSRN. (Pogledajte odjeljak "Kulture promjene i logika suradnje")
- Mreže za studente
- Mreže za učitelje
- 9780986079337